# Gianna Hablützelová-Bürkiová
Gianna Hablützelová-Bürkiová rozená Gianna Bürkiová (* 22. prosince 1969 Basilej, Švýcarsko) je bývalá švýcarská sportovní šermířka, která se specializovala na šerm kordem. Švýcarsko reprezentovala v devadesátých letech a na přelomu tisíciletí. Na olympijských hrách startovala v roce 1996 a 2000 v soutěži jednotlivkyň a družstev. V soutěži jednotlivkyň získala na olympijských hrách 2000 stříbrnou olympijskou medaili. V roce 2001 obsadila třetí místo na mistrovství světa v soutěži jednotlivkyň a v roce 1993 a 1996 obsadila druhé místo na mistrovství Evropy. Se švýcarským družstvem kordistek vybojovala na olympijských hrách 2000 stříbrnou olympijskou medaili. S družstvem kordistek dále vybojovala v roce 2001 druhé místo na mistrovství světa a v roce 2000 titul mistryň Evropy.